# Polinomio mínimo de un endomorfismo
En álgebra lineal, el polinomio mínimo {\displaystyle \mu _{f}} de un endomorfismo {\displaystyle f} de un espacio vectorial {\displaystyle E} sobre un cuerpo {\displaystyle \mathbb {F} } (o {\displaystyle m_{A}} de una matriz {\displaystyle A} de dimensión {\displaystyle n\times n} interpretando {\displaystyle A} como la matriz en cierta base de {\displaystyle E}, pues se verá que el polinomio es independiente de la elección de esta base) es el polinomio mónico {\displaystyle p} sobre {\displaystyle \mathbb {F} } de menor grado tal que {\displaystyle p(f)=0} (o {\displaystyle p(A)=0}). Cualquier otro polinomio {\displaystyle q} con {\displaystyle q(f)=0} (o {\displaystyle q(A)=0}) es un (polinomio) múltiplo de {\displaystyle \mu _{f}}. La demostración de que esto es cierto está en el apartado dedicado a la definición formal.

## Características
Las siguientes tres declaraciones son equivalentes:
1. {\displaystyle \lambda } es una raíz de {\displaystyle \mu _{f}},
2. {\displaystyle \lambda } es una raíz del polinomio característico {\displaystyle \chi _{f}} de {\displaystyle f},
3. {\displaystyle \lambda } es un valor propio de {\displaystyle f}.

La multiplicidad de una raíz {\displaystyle \lambda } de {\displaystyle \mu _{f}} es la potencia más grande {\displaystyle m} de manera que {\displaystyle \ker((f-\lambda I)^{m})} estrictamente contiene {\displaystyle \ker((f-\lambda I)^{m-1})}. En otras palabras, aumentar el exponente hasta {\displaystyle m} dará núcleos cada vez más grandes, pero aumentar aún más el exponente más allá de {\displaystyle m} solo dará el mismo núcleo.
Si el cuerpo {\displaystyle \mathbb {F} } no es algebraicamente cerrado, entonces los polinomios mínimos y característicos no necesitan factorizarse solo de acuerdo con sus raíces (en {\displaystyle \mathbb {F} }), en otras palabras, pueden tener como factores polinomios irreducibles de grado mayor que {\displaystyle 1}. Para polinomios irreducibles {\displaystyle P} se tienen equivalencias similares:
1. {\displaystyle P} divide {\displaystyle \mu _{f}}
2. {\displaystyle P} divide {\displaystyle \chi _{f}}
3. El núcleo de {\displaystyle P(f)} tiene dimensión al menos {\displaystyle 1}
4. El núcleo de {\displaystyle P(f)} tiene dimensión al menos {\displaystyle \operatorname {gr} (P)}

Al igual que el polinomio característico, el polinomio mínimo no depende del cuerpo base, es decir, considerar la matriz como una con coeficientes en un cuerpo mayor no cambia el polinomio mínimo. La razón es algo diferente a la del polinomio característico (donde es inmediato de la definición de determinantes), es decir, el hecho de que el polinomio mínimo está determinado por las relaciones de dependencia e independencia lineal entre las potencias de {\displaystyle f}: extender el cuerpo base no introducirá ninguna nueva relación de este tipo (ni, por supuesto, eliminará las existentes).
El polinomio mínimo suele ser el mismo que el polinomio característico, pero no siempre. Por ejemplo, si {\displaystyle f} es un {\displaystyle aI} múltiple del endomorfismo identidad, entonces su polinomio mínimo es {\displaystyle x-a} ya que el núcleo de {\displaystyle aI-f=0} ya es el espacio completo; por otro lado su polinomio característico es {\displaystyle (x-a)^{n}} (el único valor propio es {\displaystyle a}, y el grado del polinomio característico es siempre igual a la dimensión del espacio). El polinomio mínimo siempre divide el polinomio característico, que es una forma de formular el teorema de Cayley-Hamilton (para el caso de matrices sobre un cuerpo).

## Definición formal
Dado un endomorfismo {\displaystyle f} en un espacio vectorial {\displaystyle E} de dimensión finita sobre un cuerpo {\displaystyle \mathbb {F} }, sea {\displaystyle I_{f}} el conjunto definido como
{\displaystyle {\mathit {I}}_{f}=\{p\in \mathbb {F} [t]\mid p(f)=0\}}
donde {\displaystyle \mathbb {F} [t]} es el espacio de todos los polinomios sobre el cuerpo {\displaystyle \mathbb {F} }. Si {\displaystyle p\in I_{f}}, diremos que {\displaystyle p} es anulador de {\displaystyle f}. {\displaystyle I_{f}} es un ideal propio de {\displaystyle \mathbb {F} [t]}. Dado que {\displaystyle \mathbb {F} } es un cuerpo, {\displaystyle \mathbb {F} [t]} es un dominio de ideales principales, por lo que cualquier ideal es generado por un solo polinomio, que es único salvo las unidades en {\displaystyle \mathbb {F} }. Se puede hacer una elección particular entre los generadores, ya que precisamente uno de los generadores es mónico. El polinomio mínimo se define así como el polinomio mónico que genera {\displaystyle I_{f}}. Es el polinomio mónico de menor grado en {\displaystyle I_{f}}.

Sin utilizar términos de teoría de anillos, podemos demostrar que el polinomio mínimo está bien definido (es el único polinomio mónico anulador de {\displaystyle f} de grado mínimo y el resto de polinomio anuladores son múltiplos suyos) de la manera siguiente. La demostración es esencialmente la misma que la anterior:
| {\displaystyle {\text{Todos los polinomios anuladores de }}f{\text{ son múltiplos de un único polinomio mónico anulador de }}f,} {\displaystyle {\text{ al que llamaremos polinomio mínimo de }}f.} |
| Observamos en primer lugar que seguro que existen polinomios anuladores. Como {\displaystyle f} es un endomorfismo de un espacio vectorial {\displaystyle E} de dimensión finita {\displaystyle n}, podemos considerar una base {\displaystyle {\mathcal {B}}} del espacio y la matriz {\displaystyle A\in {\mathcal {M}}_{n}(\mathbb {F} )}, la matriz de {\displaystyle f} en base {\displaystyle {\mathcal {B}}}. Como {\displaystyle {\text{dim}}({\mathcal {M}}_{n}(\mathbb {F} ))=n^{2}}, el conjunto de matrices {\displaystyle \{A^{i}\}_{i=0}^{n^{2}}}, de cardinal {\displaystyle n^{2}+1}, es necesariamente linealmente dependiente, es decir, {\displaystyle \exists \{a_{i}\}_{i=0}^{n^{2}}\subseteq \mathbb {F} } tales que {\displaystyle a_{0}I+a_{1}A+...+a_{n^{2}}A^{n^{2}}=0\Rightarrow \exists p(t)=a_{0}+a_{1}t+...+a_{n^{2}}t^{n^{2}}\in \mathbb {F} [t]} anulador de {\displaystyle A\Rightarrow } {\displaystyle \Rightarrow \exists p(t)=a_{0}+a_{1}t+...+a_{n^{2}}t^{n^{2}}} anulador de {\displaystyle f}. Esto último por ser {\displaystyle A} la matriz de {\displaystyle f} en base {\displaystyle {\mathcal {B}}}. Por tanto, existen polinomios anuladores y podemos tomar, pues, uno que sea de grado mínimo. Si lo dividimos por el coeficiente del término de grado máximo, sigue siendo anulador y ahora también es mónico. Este polinomio, al que denotaremos por {\displaystyle m(t)\in \mathbb {F} [t]}, es nuestro candidato a polinomio mínimo. Sea pues {\displaystyle p(t)\in \mathbb {F} [t]} un polinomio anulador de {\displaystyle f}. Queremos ver que {\displaystyle m} divide a {\displaystyle p}. Hacemos la división entera de {\displaystyle p} entre {\displaystyle m}: {\displaystyle p(t)=m(t)\cdot c(t)+r(t)}, con {\displaystyle c,r\in \mathbb {F} [t],r=0} o {\displaystyle {\text{gr}}~r<{\text{gr}}~m\quad (*)} Si aplicamos la igualdad a {\displaystyle f}, obtenemos que {\displaystyle p(f)=m(f)\circ c(f)+r(f)}, pero como {\displaystyle p} y {\displaystyle m} son anuladores de {\displaystyle f} por definición, {\displaystyle 0=0\circ c(f)+r(f)\Rightarrow r(f)=0\Rightarrow r} es anulador de {\displaystyle f}. Pero, por definición, {\displaystyle m} es el polinomio anulador de grado mínimo, luego {\displaystyle {\text{gr}}~r\geq {\text{gr}}~m}, de forma que, por {\displaystyle (*)}, necesariamente {\displaystyle r=0\Rightarrow m} divide a {\displaystyle p}. Para ver la unicidad, supongamos que hubiera dos polinomios {\displaystyle m} y {\displaystyle m'} mónicos de grado mínimo tales que fueran anuladores de {\displaystyle f.} Por lo anterior, uno tiene que dividir al otro. Podemos suponer que {\displaystyle m} divide a {\displaystyle m'}. Pero como son mónicos y tienen el mismo grado, necesariamente {\displaystyle m=m'}. {\displaystyle \quad \square } |

## Aplicaciones
Un endomorfismo {\displaystyle \varphi } de un espacio vectorial de dimensión finita sobre un cuerpo {\displaystyle \mathbb {F} } posee una matriz diagonalizable si y solo si su polinomio mínimo se factoriza completamente sobre {\displaystyle \mathbb {F} } en factores lineales distintos. El hecho de que solo haya un factor {\displaystyle x-\lambda } para cada valor propio {\displaystyle \lambda } significa que el autoespacio generalizado para {\displaystyle \lambda } es el mismo que el espacio propio para {\displaystyle \lambda }: cada bloque de Jordan tiene un tamaño 1. De manera más general, si {\displaystyle \varphi } satisface una ecuación polinómica {\displaystyle P(\varphi )=0} donde {\displaystyle P} se factoriza en distintos factores lineales sobre {\displaystyle \mathbb {F} }, entonces será diagonalizable: su polinomio mínimo es un divisor de {\displaystyle P} y, por lo tanto, también se factoriza en distintos factores lineales. En particular, se tiene que:
- {\displaystyle P=x^{k}-1}: los endomorfismos de orden finito de espacios vectoriales complejos son diagonalizables. Para el caso especial {\displaystyle k=2} de involuciones, esto es incluso cierto para endomorfismos de espacios vectoriales sobre cualquier cuerpo de característica que no sea 2, ya que {\displaystyle x^{2}-1=(x-1)(x+1)} es una factorización con factores distintos sobre dicho cuerpo. Esto es parte de la teoría de representación de grupos cíclicos.
- {\displaystyle P=X^{2}-X=X(X-1)}: los endomorfismos que satisfacen {\displaystyle \varphi ^{2}=\varphi } se denominan proyecciones y siempre son diagonalizables (además, sus únicos valores propios son 0 y 1).
- Por el contrario, si {\displaystyle \mu _{\varphi }=x^{k}} con {\displaystyle k\geq 2}, {\displaystyle \varphi } (un endomorfismo nilpotente) no es necesariamente diagonalizable, ya que {\displaystyle x^{k}} tiene una raíz repetida 0.

Estos casos también se pueden probar directamente, pero el polinomio mínimo proporciona una perspectiva y una prueba unificadas.
Los polinomios mínimos de {\displaystyle 2\cos(2\pi /n)} tienen conexiones con los polinomios ciclotómicos.

## Computación
Para un vector v en V, se define:
{\displaystyle {\mathit {I}}_{T,v}=\{p\in \mathbf {F} [t]\;|\;p(T)(v)=0\}.}
Esta definición satisface las propiedades de un ideal propio, siendo μT,v el polinomio mónico que lo genera.

### Propiedades
- Dado que IT,v contiene el polinomio mínimo μT, este último es divisible por μT,v.
- Si d es el número natural negativo tal que v, T(v), ..., Td(v) son linealmente dependiente, entonces existe a0, a1, ..., ad−1 único en F, no todo cero, de modo que
{\displaystyle a_{0}v+a_{1}T(v)+\cdots +a_{d-1}T^{d-1}(v)+T^{d}(v)=0}
y para estos coeficientes se tiene
{\displaystyle \mu _{T,v}(t)=a_{0}+a_{1}t+\ldots +a_{d-1}t^{d-1}+t^{d}.}
- Sea el subespacio W la imagen de μT,v(T), que es estable para T. Dado que μT,v(T) anula al menos los vectores v, T(v), ..., Td-1(v), la codimensión de W es al menos d.
- El polinomio mínimo μT es el producto de μT,v y el polinomio mínimo Q de la restricción de T a W. En el (probable) caso de que W tenga la dimensión 0, se tiene que Q = 1 y, por lo tanto, μT = μT,v; de lo contrario, un cálculo recursivo de Q es suficiente para encontrar μT.

### Ejemplo
Sea T el endomorfismo de R3 con matriz, sobre una base canónica,
{\displaystyle {\begin{pmatrix}1&-1&-1\\1&-2&1\\0&1&-3\end{pmatrix}}.}
Tomando el primer vector de base canónica e1 y sus imágenes repetidas por T se obtiene
{\displaystyle e_{1}={\begin{bmatrix}1\\0\\0\end{bmatrix}},\quad T\cdot e_{1}={\begin{bmatrix}1\\1\\0\end{bmatrix}}.\quad T^{2}\cdot e_{1}={\begin{bmatrix}0\\-1\\1\end{bmatrix}}{\mbox{ and}}\quad T^{3}\cdot e_{1}={\begin{bmatrix}0\\3\\-4\end{bmatrix}}}
de los cuales los tres primeros se ven fácilmente como linealmente independientes y, por lo tanto, abarcan todo R3. El último entonces es necesariamente una combinación lineal de los tres primeros, de hecho
T 3⋅e1 = −4T 2⋅e1 − T⋅e1 + e1,
así que:
μT,e1 = X 3 + 4X 2 + X − I.
De hecho, este es también el polinomio mínimo μT y el polinomio característico χT: efectivamente μT,e1 divide a μT que divide a χT, y como el primero y el último son de grado 3 y todos son monicos, todos deben ser iguales. Otra razón es que en general si algún polinomio en T anula un vector v, entonces también anula T⋅v (basta con aplicar T a la ecuación que dice que anula v), y por tanto por iteración anula todo el espacio generado por las imágenes iteradas por T de v; en el caso actual, se ve que para v = e1 ese espacio es todo R3, entonces μT,e1(T) = 0. De hecho, se verifica para la matriz completa que T 3 + 4T 2 + T − I3 es la matriz nula:
{\displaystyle {\begin{bmatrix}0&1&-3\\3&-13&23\\-4&19&-36\end{bmatrix}}+4{\begin{bmatrix}0&0&1\\-1&4&-6\\1&-5&10\end{bmatrix}}+{\begin{bmatrix}1&-1&-1\\1&-2&1\\0&1&-3\end{bmatrix}}+{\begin{bmatrix}-1&0&0\\0&-1&0\\0&0&-1\end{bmatrix}}={\begin{bmatrix}0&0&0\\0&0&0\\0&0&0\end{bmatrix}}}